# Lliga Juvenil Comunista dels Estats Units
La Lliga Juvenil Comunista dels Estats Units d'Amèrica (en anglès: Young Communist League USA, abreujat en YCLUSA) era una organització política juvenil que estava vinculada al Partit Comunista dels Estats Units (CPUSA). Fou membre de la Federació Mundial de la Joventut Democràtica i va editar la revista Dynamic.